# Alex Nelcha
Alexander Ángel Nelcha Dubard, detto Alex (Caracas, 21 gennaio 1968), è un ex cestista e allenatore di pallacanestro venezuelano, professionista in Europa e in Sudamerica.

## Carriera
Con il Venezuela ha disputato i Giochi olimpici di Barcellona 1992, i Campionati mondiali del 1990 e tre edizioni dei Campionati americani (1992, 1999, 2001).